# Zasłonak pomarańczowożółty
Zasłonak pomarańczowożółty (Cortinarius hinnuloides Rob. Henry) – gatunek grzybów należący do rodziny zasłonakowatych (Cortinariaceae).

## Systematyka i nazewnictwo
Pozycja w klasyfikacji według Index Fungorum: Cortinarius, Cortinariaceae, Agaricales, Agaricomycetidae, Agaricomycetes, Agaricomycotina, Basidiomycota, Fungi.
Po raz pierwszy opisał go w 1941 r. Robert Henry we Francji. Synonimy:
- Cortinarius hinnuloides var. phaeopus Bidaud, Moënne-Locc. & Reumaux 1997
- Hydrocybe hinnuloides (Rob. Henry) M.M. Moser 1953

Andrzej Nespiak w 1981 r. nadał mu polską nazwę zasłonak nibysarni, Władysław Wojewoda w 2003 r. zarekomendował nazwę zasłonak pomarańczowożółty.

## Morfologia
Kapelusz
Higrofaniczny, wypukły z bardzo wyraźnym garbkiem. Powierzchnia pomarszczona, włóknisto-łuskowata na brzegu, morelowożółta, następnie ochrowożółtopłowa z ciemniejszym środkiem.
Blaszki
Anastomozujące, u młodych okazów w kolorze ochry i beżu.
Trzon
Prawie cylindryczny, maczugowaty, zwężający się, z białym pierścieniowatym śladem, czasami położonym niżej.
Miąższ
O przyjemnym, lecz słabym i ulotnym zapachu.

## Występowanie i siedlisko
Podano jego występowanie tylko w Europie. W Polsce Andrzej Nespiak podał dwa stanowiska (1960, 1981).
Naziemny grzyb mykoryzowy występujący w lasach. Podano jego stanowiska tylko pod drzewami iglastymi.